# Biznaga d'argent de la meilleure interprétation féminine
 (mai 2025).
Si vous disposez d'ouvrages ou d'articles de référence ou si vous connaissez des sites web de qualité traitant du thème abordé ici, merci de compléter l'article en donnant les références utiles à sa vérifiabilité et en les liant à la section « Notes et références ».
Le Biznaga d'argent de la meilleure interprétation féminine (Biznaga de Plata a la mejor interpretación femenina) est une récompense cinématographique décernée chaque année depuis 1998 lors du Festival du cinéma espagnol de Malaga.

## Palmarès

### Années 1990
- 1998 : Kiti Mánver pour Una pareja perfecta de Francesc Betriu
- 1999 : Asunción Balaguer pour Las huellas borradas

### Années 2000
- 2001 : Verónica Forqué pour Sin vergüenza
- 2002 : Claudia Rojas pour La novia de Lázaro
- 2003 : Candela Peña pour Torremolinos 73
- 2004 : Adriana Ozores pour Héctor
- 2005 : Elvira Mínguez pour Tapas
- 2006 : Silvia Abascal pour La dama boba
- 2007 : Elvira Mínguez pour Pudor
- 2008 : Ana Fernández pour Bienvenido a Farewell-Gutmann
- 2009 : Nausicaa Bonnín pour Tres dies amb la família

### Années 2010
- 2010 : Marisa Paredes pour El dios de madera
- 2011 : Begoña Maestre pour Arriya
- 2012 : Carmina Barrios pour Carmina o revienta
- 2013 : Ex aequo : Aura Garrido pour Stockholm et Candela Peña pour Ayer no termina nunca
- 2014 : Ex aequo : Natalia Tena pour 10.000 km et Elena Anaya pour Todos están muertos
- 2015 : Natalia de Molina pour Techo y comida
- 2016 : Emma Suárez pour La propera pell
- 2017 : Nathalie Poza pour No sé decir adiós
- 2018 : Ex aequo : Alexandra Jiménez pour Les distàncies (Las distancias) et Valeria Bertuccelli pour La reina del miedo
- 2019 : María Rodríguez Soto pour Los días que vendrán

### Années 2020
- 2020 : Ex aequo : Kiti Mánver pour El inconveniente et Regina Casé pour Trois Étés (Três Verões / Tres veranos)
- 2021 : Tamara Casellas pour Ama[1]
- 2022 : Ex aequo : Laia Costa et Susi Sánchez pour Cinco lobitos